# Jevgenij Postnikov
Jevgenij Ivanovič Postnikov (rusky Евгений Иванович Постников; * 16. dubna 1986, Staryj Oskol, RSFSR, Sovětský svaz) je rusko-kazašský fotbalový obránce, který hraje od roku 2014 za kazašský klub FC Astana.
V roce 2014 obdržel kazašské občanství.

## Klubová kariéra
- FK Dynamo Moskva 2005
- FC Daugava 2006–2007
- Zodiak–Oskol Staryj Oskol 2008–2009
- Torpedo-ZIL Moskva 2009–2010
- FK Ventspils 2010–2011
- FK Šachtěr Salihorsk 2012–2013
- FC Astana 2014– [2]